# Ковшова Наталія Венедиктівна
Ковшова Наталія Венедиктівна (нар. 26 листопада 1920 — 14 серпня 1942) — Герой Радянського Союзу (1943, посмертно), снайпер у роки німецько-радянської війни.

## Біографія
Народилась 26 листопада 1920 року в Уфі в сім'ї більшовиків.
З 1924 року жила в Москві. В 1940 році закінчила московську школу № 281. Пішла на работу в трест організації авіаційної промисловості «Оргавіапром» на посаду інспектора відділу кадрів, одночасно навчаючись на підготовчих курсах при Московському авіаційному інституті.
У серпні 1941 року закінчила районну снайперську школу Осоавіахіма, отримала звання «Ворошилівський стрілець», а потім в числі найкращих — інструктора стрілецької справи.
15 жовтня 1941 разом з подругою Марією Полівановою добровільно зачислені Комінтернівським райвійськкоматом міста Москва в Червону армію.
З жовтня 1941 року в складі 3-ї Московської комуністичної стрілецької дивізії народного ополчення брала участь в обороні Москви. З січня 1942 в 528-му стрілецькому полку (130-та стрілецька дивізія, 1-ша ударна армія, Північно-Західний фронт).
З перших днів зарекомендувала себе зразковим бійцем. Брала участь в будівництві оборонних рубежів під Москвою і одночасно формувала разом з Марією Полівановою снайперську групу: навчали бійців майстерності влучної стрільби. Під їх керівництвом в частині з'явилось 26 нових снайперів, переважно дівчат.
Перша участь в бою відбулась 21 — 22 лютого 1942 року під селом Нова Русса.
На початку березня 1942 року, під час бою за село Великуша, Ковшова знищила 12 солдатів противника. Винесла з поля бою тяжкопораненого командира полку майора Довнара.
20 травня 1942 року в бою Наташа була поранена осколком міни. Після видужання відразу повернулась на фронт.
До літа 1942 року загальна кількість знищених ворогів у Ковшової і Поліванової перевищили 300. За цей подвиг вони були нагороджені орденом Червоної Зірки. На особистому рахунку Наталії Ковшової близько 167 вбитих солдатів і офіцерів противника.
14 серпня 1942 року на один з відповідальних ділянок бою біля села Сутоки Парфінського району Новгородської області була висунута група снайперів в складі якої була і Наталія Ковшова. Коли командира було вбито, Наталія прийняла командування групою на себе. Бій вели до останнього патрона. Разом з Марією Полівановою були пораненими і для того, щоб не потрапити в полон, підірвали останніми гранатами себе разом з гітлерівцями, що їх оточували.
Похована в селі Коровитчино Староруського району Новгородської області.
14 лютого 1943 року Наказом Президіума Верховної Ради СРСР Наталії Ковшовій, першій серед жінок-снайперів, присвоїли Звання Героя Радянського Союзу посмертно за самовідданість та героїзм, проявлені в бою.

## Нагороди
- Медаль «Золота Зірка»
- Орден Леніна
- Орден Червоної Зірки

## Пам'ять
- Наталія Ковшова навічно зачислена в списки військової частини.
- Іменем Наталії Ковшової назване морське судно.
- Іменем Наталії Ковшової названі вулиці в Москві, Уфі, Челябінську.
- В будинку № 117 по вулиці Пушкіна в Уфі, де жила Наталія Ковшова, були встановлені меморіальні дошки (на русійській і башкирській мовах), але наприкінці 2005 року, в зв'язку зі знесенням будинку, один з пам'ятних знаків був переданий в Національний музей Республіки Башкортостан, а інший — в одну з дитячих бібліотек міста Уфа.
- В селі Коровитчино в пам'ять про Наталію Ковшову та Марію Поліванову встановлено обеліск.
- Іменем Наталії Ковшової в 1964 році названа московська школа № 281 в Уланському провулку, де вона навчалась. З 1965 р. це «англійська» школа № 64, а сьогодні № 1284. В 60-ті роки була створена кімната-музей, де зберігаються її речі, одяг, зошити, книги. День народження Наталії став традиційним святом — Днем честі школи. За постановою Уряду Москви ця будівля була повністю знесена літом 2003, а через рік, на тому місці, збудована нова школа.
- В Челябінську є вулиця і школа № 56 імені Наталії Ковшової, в дворі якої в 1978 р. відкритий пам'ятник-бюст героїні.
- В Уфі щорічно проводить легкоатлетичний пробіг пам'яті Наталії Ковшової.

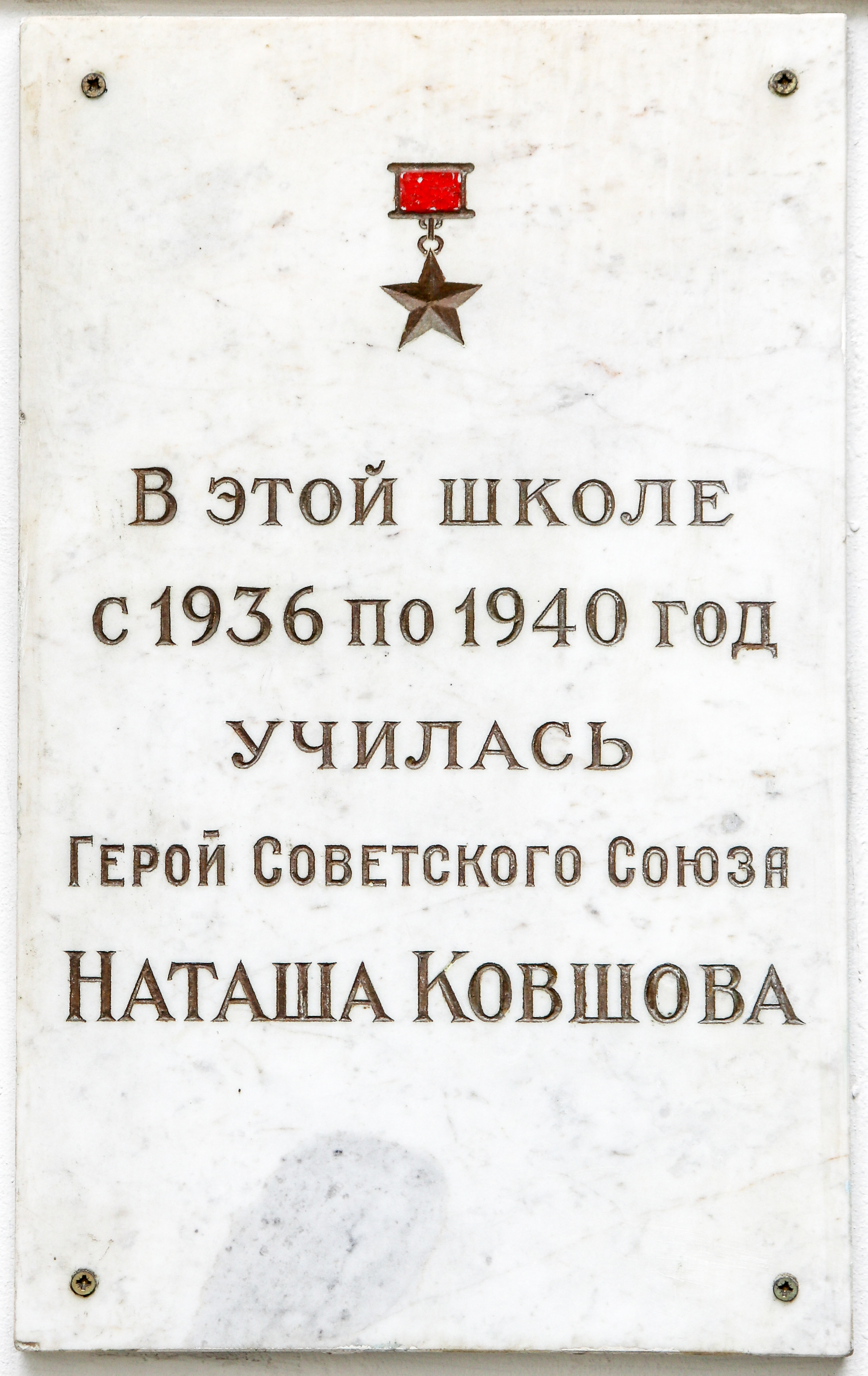
Москва. Меморіальна дошка на будівлі школи в Уланському провулці
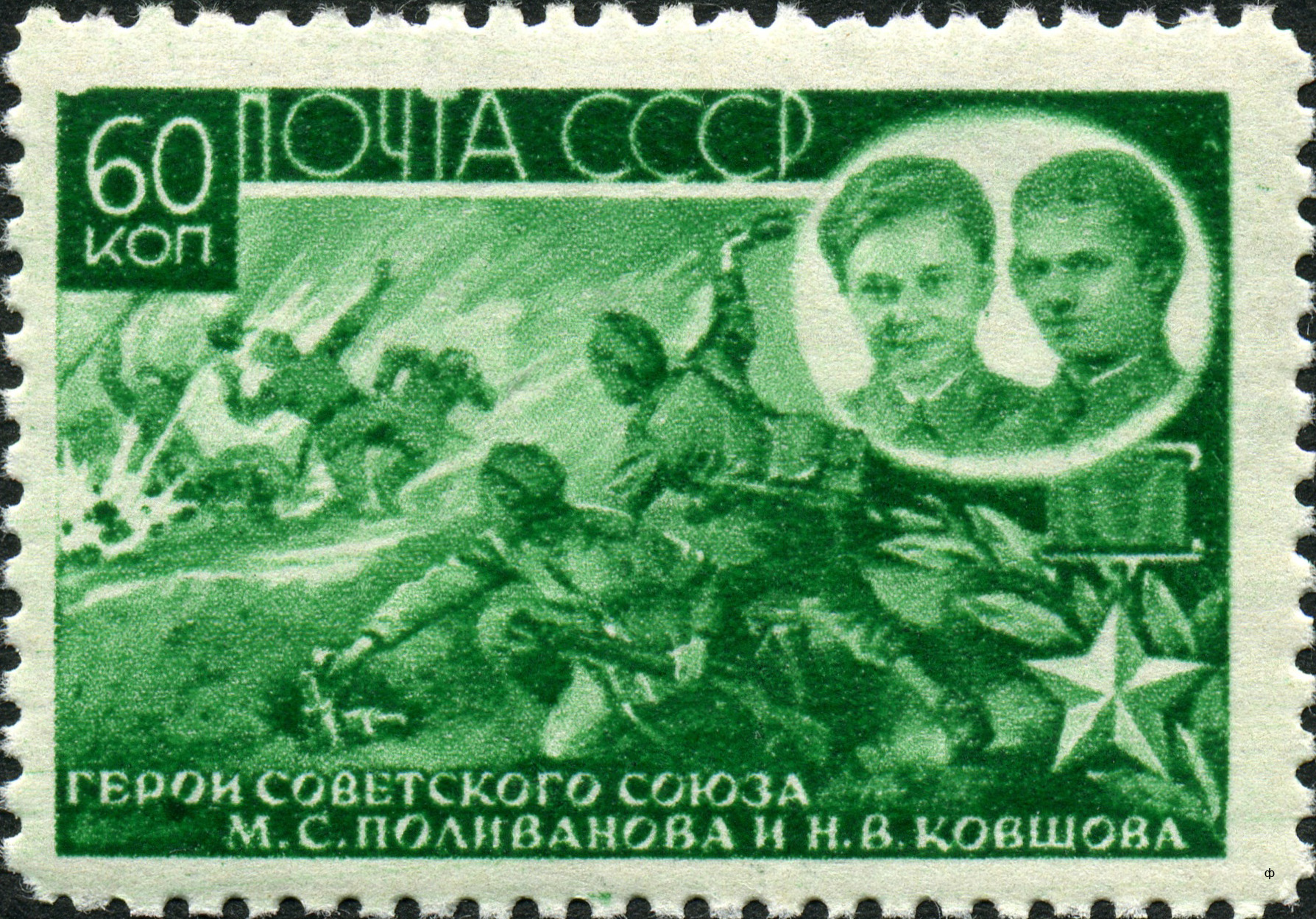
Марія Поліванова і Ковшова Наталія на марці Пошти СРСР, 1944 год